# Roque Cornejo Avellaneda
Roque Ramón Cornejo Avellaneda (Ciudad de Salta, 18 de mayo de 1984) es un abogado y político argentino que actualmente se desempeña como diputado provincial por La Libertad Avanza y resultó electo senador provincial por la capital en las elecciones legislativas de 2025.

## Biografía
Roque Cornejo nació en 1984 y está casado con Delfina con quien tiene una hija. 
Fue conductor de un programa de radio y uno de televisión en medios locales.
Desde 2016 fue nombrado asesor del Bloque de Diputados Ahora Patria. En el año 2021 integra "Juntos por el Cambio nombre dado a Cambiemos donde es elegido como el candidato a diputado provincial por la capital en primer término siendo secundado por Sofía Sierra del PRO. Juró como diputado provincial el 24 de noviembre de 2021.Durante su actividad como legislador protagonizó cruces con otros diputados y por inconducta parlamentariaEn su campaña propuso vender bienes provinciales, demoler el Martearena, privatizar el Centro de Convenciones, el Delmi, el autódromo, el Teleférico. 
En 2025 se cambiaría de partido pasándose a La Libertad Avanza fue candidato a senador por la capital salteña por el partido Libertad Avanza junto a Claudio Cansino en diputados, Pablo Emanuel López en concejales y Gonzalo Guzmán Coraita en convencionales municipales.En 2025 se lo criticó con dureza cuando Roque Cornejo presentó un proyecto oara eliminar el beneficio que permite a estudiantes, personas con discapacidad y adultos mayores viajar sin costo en Salta. Esta gratuidad permite a muchas personas como los estudiantes cumplir ciclos educativos, al igual que todas aquellas personas con discapacidad que necesitan trasladarse para trabajar. En la sesión de la Cámara de Diputados se aprobó un proyecto de declaración que repudiaba la visita de los diputados libertarios que visitaron a los genocidas condenados en el penal de Ezeiza, en dicha sesión la polémica se generó en el último tramo del debate cuando tomó la palabra el diputado José Gauffin, integrante del bloque del PRO para justificar dichas visitas.Roque Cornejo Avellaneda, Sofía Sierra del PRO se levantaron de sus bancas a pesar de estar presentes desde el inicio de la sesión para evitar repudiar la visita. Finalmente la declaración de repudio fue aprobada por 49 votos a uno.